# S Ori 52
S Ori 52 ist ein L0-Zwerg im Sternbild Orion. Er wurde 2000 von Maria Rosa Zapatero Osorio et al. entdeckt.